# الوفاق الصغير

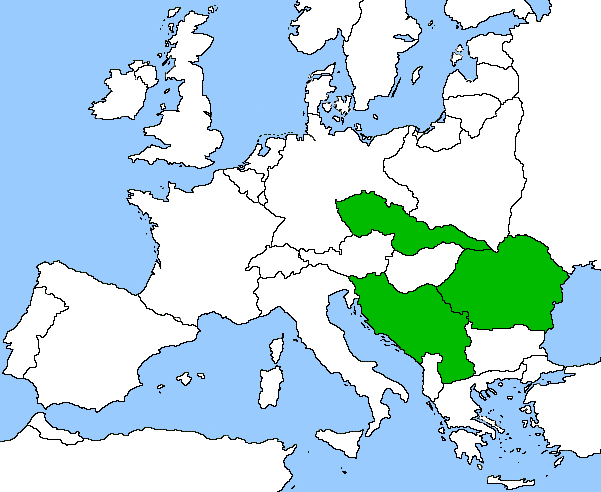
دول الوفاق الصغير: رومانيا وتشيكوسلوفاكيا ويوغسلافيا

الوفاق الصغير (بالإنجليزية: Little Entente)‏ (بالفرنسية: Petite Entente)‏ هو تحالف عسكري تشكل في عام 1920 و1921 بين كل من رومانيا وتشيكوسلوفاكيا ويوغسلافيا بهدف الدفاع المشترك ضد الأطماع المجرية، دعمت فرنسا التحالف عبر توقيع اتفاقيات دفاع مشتركة مع كل دولة من دول الحلف، حيث رأت فرنسا في الحلف فرصة تخدم المصالح الأمنية لفرنسا عن طريق احياء فكرة الحرب على جبتهين ضد ألمانيا لاسيما بعد سقوط الإمبراطورية الروسية.

## المنشأ
جرت أولى محاولات السعي للدفاع المتبادل بين الدول الخلف للإمبراطورية النمساوية المجرية خلال مؤتمر باريس للسلام عام 1919. كان إدوارد بينيش، وزير خارجية تشيكوسلوفاكيا من عام 1918 حتى عام 1935، من أكثر المؤيدين البارزين والمتحمسين للتحالف المضمون الملزم للدول الخلف. لعب بينيش دورًا حاسمًا في تأسيس تحالف الوفاق الصغير لدرجة أنه كان يعتبر مؤسسه الحقيقي.
عكس تحالف الوفاق الصغير بوضوح إيمان بينيش بضرورة تطوير الديمقراطية ليس فقط في تشيكوسلوفاكيا ولكن أيضًا في الدول الأوروبية الأخرى.
كان الهدف الواضح لتحالفه المقترح هو منع عودة القوة المجرية واستعادة ملكية هابسبورغ، لكن غرضه الحقيقي اتبع نمطًا بنطاق أوسع بكثير. لقد صُمم التحالف لوقف أي تعدٍ على استقلال الدول الأعضاء من قبل أي قوة أوروبية. لذلك، كان بينيش يعتزم كسب احترام المجر وقوى أخرى مثل فرنسا وألمانيا والمملكة المتحدة. بالإضافة إلى ذلك، كان تحالف الوفاق الصغير لتعزيز نفوذ الدول الأعضاء في المداولات الدولية.
يعتمد تفسير آخر على اعتبارات توازن القوى الجديد في أوروبا بعد الحرب العالمية الأولى. خططت فرنسا لاحتواء العدوان الألماني المحتمل من خلال تشكيل اتفاق مع الدول الجيران للألمان. قبل الحرب العالمية الأولى، كانت روسيا قد خدمت هذا الغرض، ولكن بعد الحرب، كانت فرنسا مترددة في إقامة علاقات دبلوماسية طبيعية مع روسيا السوفيتية. لذلك، سعت فرنسا لدول بديلة بالقرب من ألمانيا بعلاقات وثيقة مع فرنسا. مع تحقيق تحالف الوفاق الصغير لتلك الشروط، دعمت فرنسا بقوة تشكيله.

## التشكيل
وُقع اتفاق دفاع جماعي في بلغراد في 14 أغسطس 1920، خلال مؤتمر بين تشيكوسلوفاكيا ومملكة الصرب والكروات والسلوفينيين. ضمنت المعاهدة المساعدة المتبادلة في حالة وقوع هجوم غير مبرر من قبل المجر ضد أي طرف. جرى تبادل التصديقات في بلغراد في 10 فبراير 1921. وفي وقت لاحق، اقترح بينيش المشاركة في التحالف الناشئ لرومانيا في 17 أغسطس 1920، ولكن عرضه رفضته الحكومة الرومانية. على الرغم من توقيع المعاهدة المذكورة، فإنها لم تكن بمثابة اتفاقية حلفاء عادية.
وُقعت اتفاقيات الحلفاء التي شكلت الوفاق الصغير على النحو التالي:
- وُقعت المعاهدة بين تشيكوسلوفاكيا ورومانيا في 23 أبريل 1921 في بوخارست.[6] جرى تبادل التصديقات في بوخارست في 27 مايو 1921. امتدت المعاهدة ببروتوكولات تكميلية وُقعت في 7 مايو 1923،[7] و13 يونيو 1926،[8] و21 مايو 1929.[9]
- وُقعت المعاهدة بين مملكة الصرب والكروات والسلوفينيين ورومانيا في 7 يونيو 1921 في بلغراد.[10] امتدت المعاهدة ببروتوكول مكمل في 21 مايو 1929.[11]
- وُقع على المعاهدة بين تشيكوسلوفاكيا ومملكة الصرب والكروات والسلوفينيين في 31 أغسطس 1922 في بلغراد.[12] جرى تبادل التصديقات في بلغراد في 3 أكتوبر 1922. امتدت المعاهدة ببروتوكولات إضافية وُقعت في 19 سبتمبر 1928،[13] و21 مايو 1929.[14]

تضمنت الاتفاقيات المذكورة شروطًا متطابقة تقريبًا مثل معاهدة 14 أغسطس 1920. ومرة أخرى، ذُكر أنه في حال وقوع هجوم غير مبرر من قبل المجر ضد طرف معين، يجب على الأطراف الأخرى تقديم المساعدة المتبادلة. بالإضافة إلى ذلك، حددت المعاهدات المساعدة المتبادلة من خلال اتفاقية عسكرية خاصة كان من المقرر التوقيع عليها. وإلى أن تدخل هذه الاتفاقية حيز التنفيذ، يتعين اتخاذ تدابير مؤقتة. تعهدت الدول الأعضاء أيضًا في تحالف الوفاق الصغير بالتعاون مع السياسة الخارجية تجاه المجر.
- استُبدلت جميع هذه الاتفاقيات بمعاهدة تحالف شاملة بين حكومات رومانيا ويوغوسلافيا وتشيكوسلوفاكيا، وُقعت في ستربسكي بليسو (سلوفاكيا الآن) في 27 يونيو 1930، ودخلت حيز التنفيذ «على الفور»، وفقًا للمادة 6. أنشأت المعاهدة هيكلًا استشاريًا منظمًا للوفاق الصغير واقتضت من وزراء خارجية الأطراف أن يجتمعوا مرة واحدة على الأقل في السنة. سُجلت المعاهدة في سلسلة معاهدات عصبة الأمم في 3 أكتوبر 1930.[16] جرى تبادل التصديقات في براغ في 25 نوفمبر 1930.

## مواضيع مرتبطة
- الوفاق الثلاثي
- اتفاق البلقان